# Maria Antonietta Torriani
Maria Antonietta Torriani (Novara, 1º gennaio 1840 – Milano, 24 marzo 1920) è stata una scrittrice italiana.
Con lo pseudonimo di Marchesa Colombi entrò nella storia del romanzo popolare e del femminismo.

## Biografia

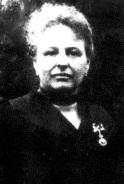
Anna Maria Mozzoni

Orfana di padre, visse con la madre Carolina Imperatori e con il secondo marito di lei, Martino Moschini, fino al 1865. Dopo il diploma di maestra elementare si dedicò alla pittura e alla scrittura e alcuni suoi articoli vennero pubblicati su diversi giornali, come ad esempio il Giornale delle Donne. Nel 1868 si trasferì a Milano in via San Pietro a Gessate; nella capitale lombarda conobbe Anna Maria Mozzoni, protofemminista lombarda, con la quale iniziò a collaborare. Nel 1871 scrisse il saggio Della letteratura nell'educazione femminile, in cui sostenne l'importanza della cultura e della lettura nel percorso di formazione della donna.

### Il matrimonio

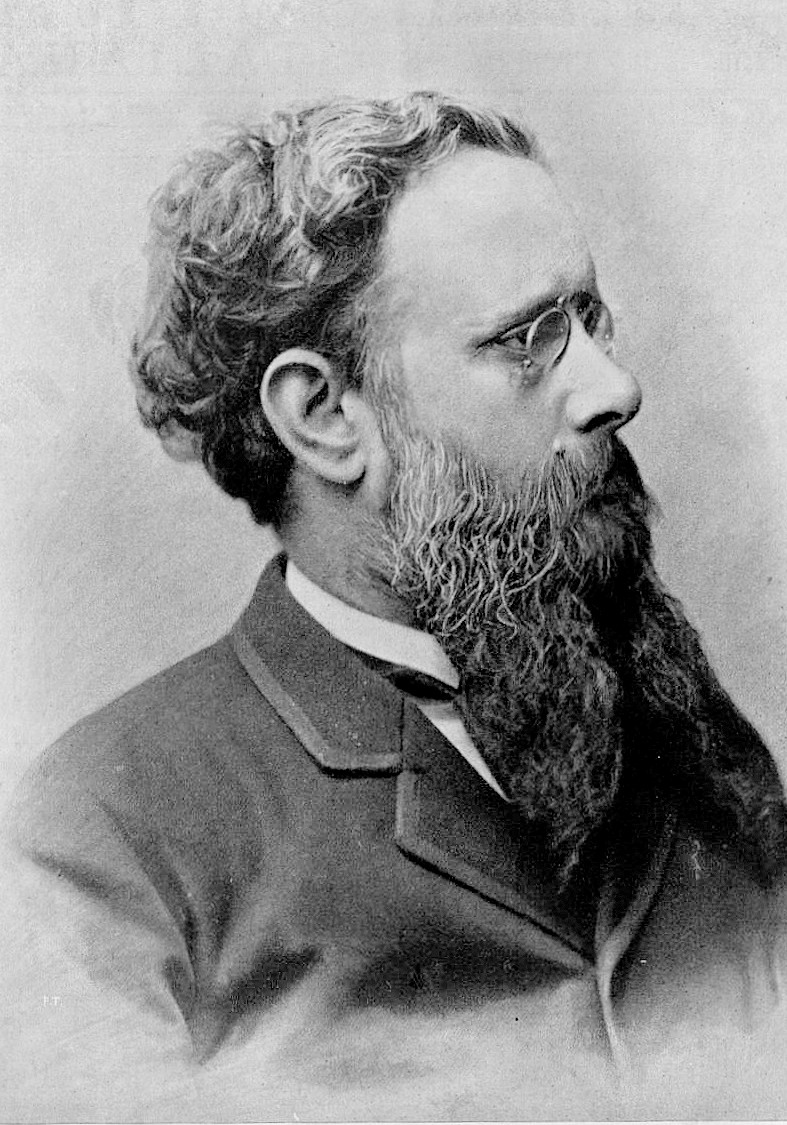
Eugenio Torelli Viollier

Negli anni settanta il giornalista Eugenio Torelli Viollier, nato a Napoli nel 1842 e trasferitosi a Milano nel 1865, era redattore di una rivista a quei tempi molto diffusa, L'Illustrazione Universale, che pubblicava anche racconti e novelle. Incontrata Torriani, che si era recata alla redazione del periodico per offrire la propria collaborazione, se ne innamorò. Il matrimonio fu celebrato il 30 ottobre 1875. L'anno seguente Torelli fonderà il Corriere della Sera.
Sarà in questo periodo che Torriani assumerà definitivamente lo pseudonimo di Marchesa Colombi - tratto dalla commedia La satira e Parini di Paolo Ferrari, in cui i marchesi Colombi sono personaggi futili e frivoli, e già usato in precedenza assieme ad altri nomi d'arte - diventando anche la prima firma femminile del quotidiano milanese. La collaborazione continuò anche dopo il 1888, quando si separò dal marito.

### Gli ultimi anni
Nel 1900 lasciò Milano e si trasferì in provincia di Torino, a Cumiana, dove visse i suoi ultimi vent'anni.
Nella parte finale della sua vita scrisse ancora romanzi a sfondo sociale, libri per fanciulli, operette morali e racconti.
Morì a Milano nel 1920 e fu sepolta a Cumiana.
La sua opera, pur oggetto di interesse da parte dei critici a lei contemporanei, che le valsero l'inclusione in prestigiose bibliografie quali la "Bibliografia femminile italiana del XIX secolo" (1875) di Oscar Greco e il "Dizionario biografico degli scrittori contemporanei" di Angelo De Gubernatis (1878), venne tuttavia spesso riduttivamente classificata come letteratura d'intrattenimento e fu gradualmente dimenticata. Questa trascuratezza da parte dell'establishment culturale perdurò a lungo; va tuttavia segnalato come Benedetto Croce le abbia dedicato un breve saggio critico apparso nel 1934 presso Aggiunte alla "Letteratura della nuova Italia", ponendola in relazione, per tematiche trattate e stile letterario, con altri autori "minori" a lei contemporanei. Torriani venne tuttavia riscoperta nel secondo dopoguerra grazie a Natalia Ginzburg e Italo Calvino, che ne apprezzarono lo stile asciutto e insieme ironico.
Nel 1973 i due curarono la pubblicazione di Un matrimonio in provincia presso la collana "Centopagine" della Einaudi, segnando l'inizio di un rinnovato interesse da parte della critica per la sua ricca produzione letteraria.

## Cultura di massa
Il suo romanzo più noto, Un matrimonio in provincia, fu adattato per il piccolo schermo nel 1980. Lo sceneggiato, diretto da Gianni Bongioanni, andò in onda in due puntate, con Erica Beltrami nel ruolo principale e con la partecipazione di Laura Betti.

## Opere
- Giulia Modena (1871)
- Il Carnovale di un capitano (1873)
- La gente per bene (1877)
- In risaia (1877)
- Tempesta e bonaccia: romanzo senza eroi (1877)
- Racconto di Natale (1878)
- La cartella n.4 (1880)
- Prima morire (1881)
- La vita in famiglia (1881)
- Nell'azzurro (1881)
- Senz'amore (1883)
- I bambini per bene a casa e scuola (1884)
- Racconti pei bambini (1884)
- Un matrimonio in provincia (1885)
- Un triste Natale (1885)
- I ragazzi d'una volta e i ragazzi di adesso (1888)
- Cara speranza (1888), ultima edizione Novara, Interlinea, 2003
- Il maestro (1889)
- Umani errori (1889)
- Le gioie degli altri (1900)
- Racconti popolari (1900)
- Serate d'inverno, Istituto editoriale italiano, Milano, 1917, ultima edizione Tufani, Ferrara, 1997
- Il tramonto d'un ideale, Tufani, Ferrara, 1997, L'Alcova Letteraria, 2024
- Lettere aperte a Matilde Serao e Neera, "Leggere Donna" n152 luglio agosto settembre, Ferrara, 2011
- La creola e il violino di Cremona. I libretti d'opera della Marchesa Colombi, a cura di Maria Grazia Cossu, Il Poligrafo, Padova 2011.